# Francesco Trivellini

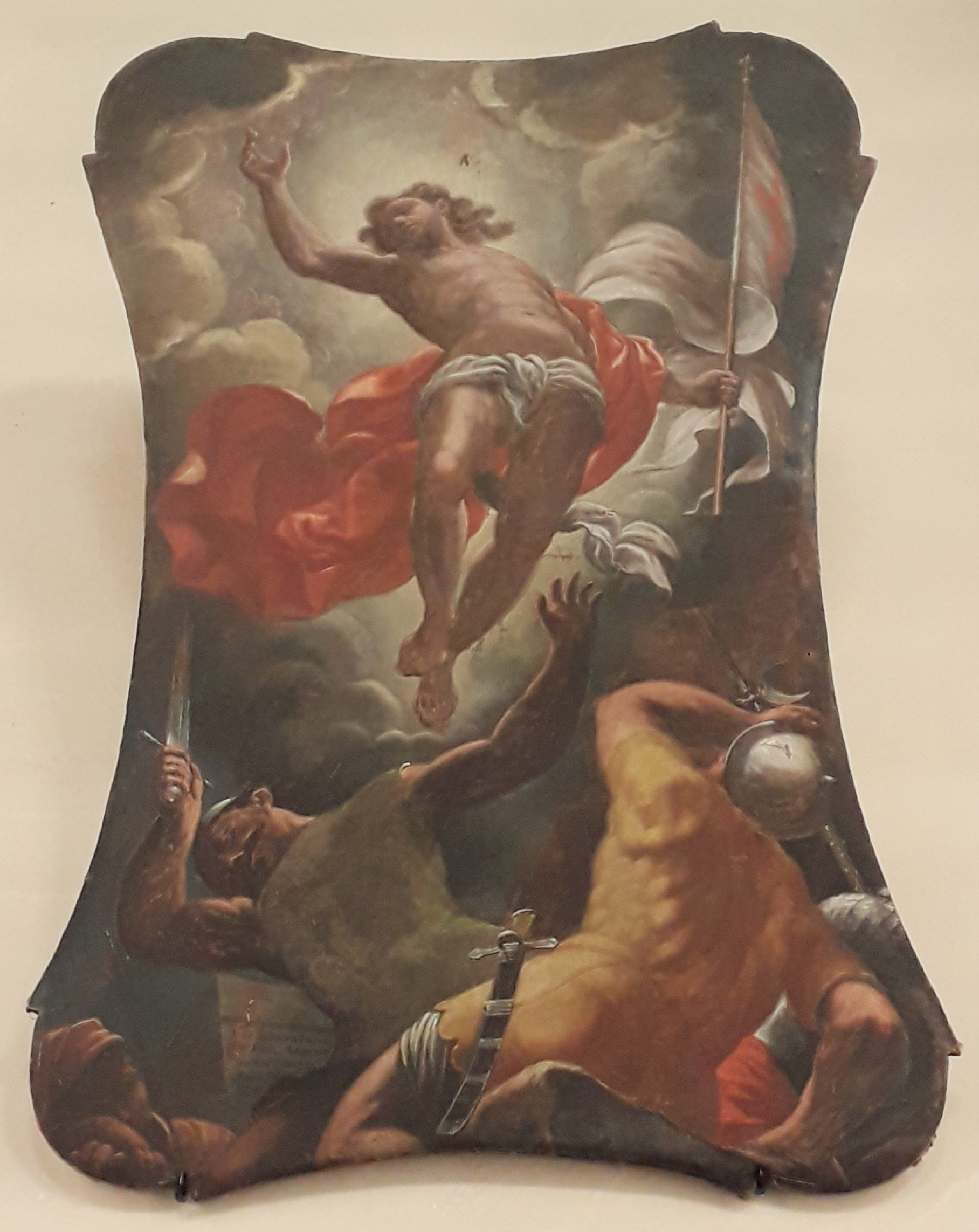
Risurrezione di Cristo, 1716, olio su tela, Pozzoleone, chiesa parrocchiale.

Francesco Trivellini (Bassano del Grappa, 4 ottobre 1660 – Bassano del Grappa, gennaio 1738) è stato un pittore italiano.

## Biografia
Figlio di Bortolamio e Paolina Giugali, operò a cavallo tra il seicento e il settecento. Già da adolescente, sentendosi incline alla pittura, fu ammesso alla scuola di Giambattista Volpato; disegnava assai magistralmente, tanto che, in poco tempo, riuscì a diventare superiore al maestro. Nei primi tempi, dipingeva con forza, grazia e naturalezza; successivamente però, volendo imitare la difficile maniera della scuola dei Bassano si arenò in tutto; nonostante questo, valendo molto nella composizione del nudo e nella costruzione dei muscoli, di tanto in tanto ne uscì qualche opera di valore e pregio. Diventato cieco negli ultimi anni di vita, morì nei primi giorni di gennaio del 1738. Con lui si estinse la "gloriosa scuola Bassanesca".

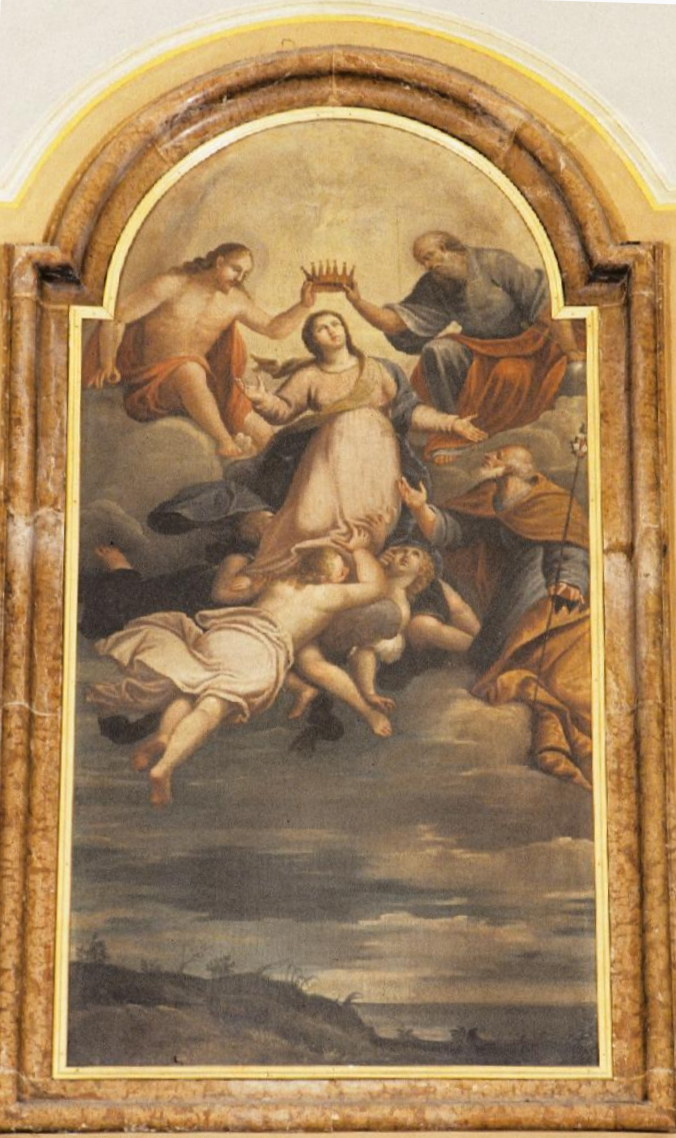
Francesco Trivellini, Incoronazione della Vergine Assunta, olio su tela. Pozzoleone (VI), chiesa parrocchiale

## Opere
I dipinti ad oggi conosciuti sono ridotti a un numero esiguo. Sono conservati quasi tutti a Bassano del Grappa: nel duomo, nel museo civico e nel collegio Graziani; nella chiesa di San Vito di Bassano (tela del soffitto); a Borso del Grappa la tela della Crocifissione nella chiesa parrocchiale; nella chiesa di Pozzoleone sono conservate due pregevoli tele raffiguranti la Madonna Assunta nell'altare maggiore e la Risurrezione di Cristo, primo altare a destra. In quest'ultima, (da considerarsi ancora appartenente alla prima maniera), nell'iscrizione in basso a sinistra, scrisse in latino: INVENTOR FECI:T, inventore infatti del disegno fu lo stesso Trivellini che provvide a segnalarlo, quasi con orgoglio, per non aver fatto ricorso a modelli pittorici.